# Adenanthos oreophilus
Adenanthos oreophilus là một loài thực vật có hoa trong họ Quắn hoa. Loài này được E.C.Nelson miêu tả khoa học đầu tiên năm 1978.